# Полонія (Хмельницький)
ФК «Полонія» — аматорський футбольний клуб в місті Хмельницький Хмельницької області. Виступає в чемпіонаті Хмельницької області. Клуб фінансується за рахунок внесків поляків.

## Історія

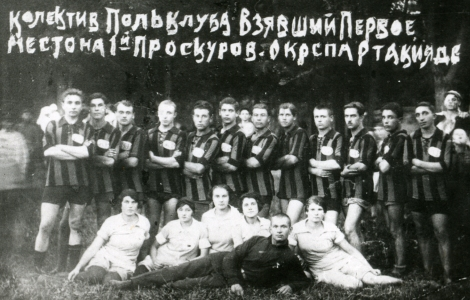
Polski Klub Sportowy, команда-чемпіон з футболу першої окружної спартакіади в м. Проскурові

У 1925 році була проведена перша окружна спартакіада в м. Проскурові (тепер — Хмельницький), у програмі якої пройшла першість міста з футболу. Чемпіоном стала команда Польського клубу (Polski Klub Sportowy). Друге місце зайняли футболісти проскурівського цукрозаводу.
На початку ХХ століття під керівництвом ксьондза Казимира Носалевського, а потім і інших представників католицького духовенства поляки брали участь у культурному і громадському житті міста. Ситуація змінилася в тридцяті роки, коли внутрішня політика держави змінилася і польське населення було позбавлене права на прояв національної ідентичності. Розпочався терор; існування спортивного клубу стало неможливим.

### Відновлення клубу
В 2007 році за ініціативи групи поляків було відроджено польський клуб під назвою «Полонія» Хмельницький. Однак формально про створення клубу було оголошено 10 листопада 2008 року. Починаючи з травня 2009 року і по сьогоднішній день, ФК «Полонія» бере участь у чемпіонатах м. Хмельницького з футболу та футзалу (у зимовий період). Також команда узяла участь у першому чемпіонаті м. Хмельницького з міні-футболу, який проводиться з 15 серпня 2011 року.
У червні 2009 року — перемога в Турнірі з міні-футболу, організованому російською громадою до Дня Росії.
10 жовтня 2009 року у м. Львів — участь в урочистостях, присвячених відродженню ФК «Погонь». Зіграно товариський матч з ФК «Погонь» - одним з найстаріших футбольних клубів довоєнної Польщі, заснованим в 1904 році у Львові, чотириразовим чемпіоном Польщі до 1939 р, який 23 серпня 1939 р., напередодні Другої Світової війни зіграв свій останній матч з ФК «Полонія» Варшава і припинив існування. Через 70 років перший офіційний матч відродженого ФК «Погонь» (Львів) відбувся з ФК «Полонія» (Хмельницький) в урочистій атмосфері, в присутності численних гостей, представників ЗМІ з Польщі, м. Львова.
28 березня 2010 року, 7 квітня 2011 року зіграли у м. Хмельницькому товариські зустрічі з командою «SMS Krakow» (Краків). 
9-10 листопада 2010 року — участь у Міжнародному турнірі по футболу, присвяченому Дню незалежності Польщі (Turnej Niepodleglosci) м. Краків (7-е місце).
9-10 травня участь у Міжнародному турнірі «PUCHAR KRESÓW» (Пулави, Польща). 2 місце.
У 2014 році «Полонія» дебютувала в чемпіонаті Хмельницької області.
На запитання, чи є клуб для гравців лише спортом, президент Полонії Роман Медляковський зазначає:

| Це не лише спорт, а й також розвиток польськості на кресах. Наші футболісти раз на тиждень, щоп'ятниці перед тренуванням, беруть участь в обов'язкових курсах польської мови та культури. Оригінальний текст (пол.) To nie tylko sport, ale także rozwój polskości na Kresach. Nasi piłkarze, raz w tygodniu, w każdy piątek przed treningiem uczestniczą w obowiązkowych kursach języka polskiego i kultury polskiej. |